# Siegfried Popper

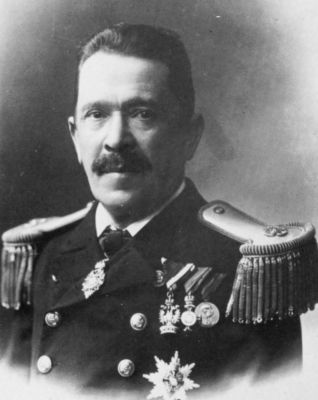
Siegfried Popper
(1848–1933)

Siegfried Popper (* 20. Oktober 1848 in Prag; † 4. Juni 1933 ebenda) war ein österreichischer Schiffsingenieur. Er war für den Bau fast aller Schiffe, die zwischen 1885 und 1914 für die österreich-ungarischen Kriegsmarine gebaut wurden, verantwortlich. Popper war es gelungen mit verhältnismäßig kleinen Budgets leistungsfähige Schiffe zu bauen. Aufgrund seiner herausragenden Leistungen wurde er zum ersten General-Schiffbauingenieur  der österreichischen Marine ernannt. Dieser Rang entsprach dem Dienstgrad eines Konteradmirals und dem eines Generalmajors das Heeres. Popper war damit einer von sechs jüdischen Generälen in Österreich-Ungarn.

## Leben
Popper entstammte einer jüdischen Familie aus Prag. Sein Vater Joachim Popper war ein Galanteriewarenhändler und seine Mutter trug den Namen Anna Schulhof. Er besuchte die Realschule – die kaiserlich-königliche Erste Deutsche Staatsschule in Prag in der Nikolandergasse, die im Volksmund als Nikolander-Schule bekannt wurde. Anschließend studierte Popper an der Technischen Universität Prag und an der Technischen Hochschule Karlsruhe Maschinenbau. Nachdem er das Studium beendet hatte, arbeitete er als einfacher Arbeiter und Monteur, um das Handwerk zu erlernen.

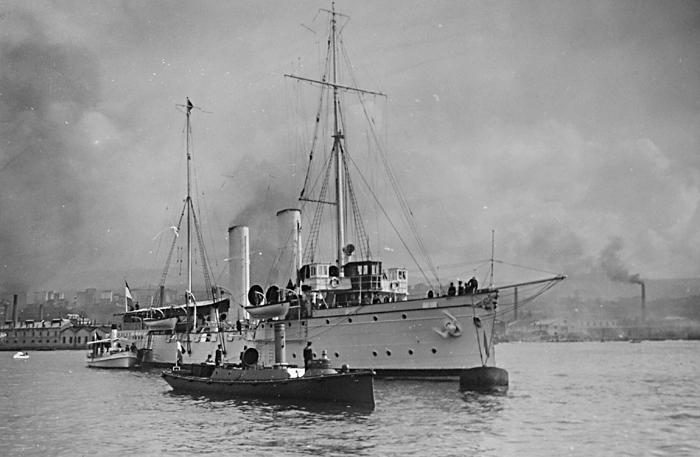
SMS Tiger (1887)

Am 1. Dezember 1869 trat Popper der österreichisch-ungarischen Kriegsmarine als technischer Zeichner bei. Zunächst war er für das Stabilimento Tecnico Triestino (STT) an den Standorten San Marco und San Rocco in Triest tätig und stieg 1871 zum Schiffbauingenieur auf. Bei STT beaufsichtigte er u. a. in den 1880er Jahren den Bau der Torpedoboote Panther und Leopard. Die Schiffe waren von einer britischen Werft unter Führung des Chefkonstrukteurs der britischen Navy William Henry White entworfen worden. Popper konnte Mängel an den Schiffen entdecken, die zu einem Umbau der Schiffe führten. Die Entdeckung der Konstruktionsfehler an den britischen Schiffen verhalf Popper zu hohem Ansehen. In der Folge wollte man seitens der Kriegsmarine lieber selbst Schiffe bauen, anstatt im Ausland zu bestellen. Popper wurde beauftragt Entwürfe von Schiffstypen zu erstellen.
1887 entwarf Popper das Torpedoschiff Tiger, 1893 die Monarch-Klasse, 1896 die Zenta und die Aspern. In der Folge stieg er 1904 zum General-Schiffbauingenieur und Leiter der Ersten Abteilung des Marinetechnischen Büros in Pola auf. Dieser Rang wurde extra für ihn geschaffen. Bis zu seinem pensionsbedingten Ausscheiden im Jahr 1907 war er verantwortlich für den Bau aller Schiffe der k.u.k Marine, so entwarf er 1905 die Semi-Dreadnoughts der Radetzky-Klasse. Seine in dieser Zeit entstandenen U-Boot-Entwürfe zog er zurück, nachdem er die Entwürfe von Simon Lake studiert hatte. Beim Kaiser setzte er sich für den Bau der Entwürfe von Lake ein und beaufsichtigte ab 1906 den Bau der beiden ersten U-Boote SM-1 und SM-2 in Pola. Nach seiner Pensionierung war er weiterhin als technischer Konsulent für STT tätig. 1908 konstruierte er den ersten Rapikreuzer Admiral Spaun und im Jahr 1910 begann er die Arbeit an den Dreadnoughts der Tegetthoff-Klasse. Sein Nachfolger war Franz Pitzinger.
Popper war nicht verheiratet und hatte keine Kinder, er lebte nach dem Untergang der Donaumonarchie zurückgezogen in seiner Heimatstadt Prag. 1933 wurde er dort von einer Straßenbahn erfasst und verstarb an den Folgen.

## Weiteres
- 1916 erhielt er die Ehrendoktorwürde der Technischen Universität Wien, welche er im Jahr 1930 zurückgab. Der Grund für die Rückgabe waren Studienbeschränkungen für Studenten jüdischen Glaubens[5][8]
- Kaiser Wilhelm II. bot ihm die Leitung der Schiffsingenieur-Professur der Technischen Universität Berlin an. Popper sagte aber aufgrund seines schlechten Gesundheitszustandes ab[9]
- In seiner Freizeit übersetzte er hebräische Literatur ins Deutsche

## Auszeichnungen
- Zivil-Verdienstkreuz
- Franz-Joseph-Orden
- Orden der Eisernen Krone (Österreich)